# Lusambo
Lusambo è una città ed un territorio della Repubblica Democratica del Congo, la città è il capoluogo della Provincia di Sankuru. Non si hanno i dati del censimento del 1984, mentre stime del 2004 indicano 28.520 abitanti.
Si trova nel Congo centrale sulla riva nord del fiume Sankuru (affluente del Kasai), presso la confluenza con il fiume Lubi.
La città è servita dall'aeroporto Lusambo (IATA: LBO, ICAO: FZVI).